# Referent (Linguistik)
Als der Referent, auch das Bezugsobjekt, Designat oder Denotat, wird in der Semiotik und in der allgemeinen Linguistik das bezeichnet, worauf sich ein Zeichen, eine Zeichenkette oder ein sprachlicher Ausdruck wie Name, Wort oder Redewendung bezieht.
Während in der Semiotik wie auch in der Linguistik das nicht-sprachliche Bezugsobjekt im Vordergrund steht (siehe semiotisches Dreieck) und als außersprachliches Bezugsobjekt eines Zeichens im Allgemeinen oder eines sprachlichen Ausdrucks im Besonderen definiert wird, wird der Ausdruck Referent insbesondere in der Textgrammatik auch für innersprachliche Bezugsobjekte verwendet.
Hinsichtlich des unter der Bezeichnung Referent verstandenen Begriffs ist also zu unterscheiden zwischen einem allgemeinen Begriff, der ein Bezugsobjekt als solches fasst, und den durch dessen Anwendungen oder Interpretationen besonderen Begriffen. Der Referent kann etwas Nicht-Sprachliches oder etwas Sprachliches sein. Ist er etwas Nicht-Sprachliches, so wird der referierende Ausdruck objektsprachlich verwendet. Ist er dagegen etwas Sprachliches, so nennt man den sich darauf beziehenden (referierenden) Ausdruck metasprachlich.

## Referent als außersprachliches Bezugsobjekt
Der Ausdruck Referent wird vorherrschend für die nicht-sprachlichen Bezugsobjekte sprachlicher Ausdrücke (semiotisch allgemeiner: Zeichen) verwendet.
In dem semiotischen Dreieck von Charles Kay Ogden und Ivor Armstrong Richards symbolisiert das Zeichen (symbol) etwas und ruft einen entsprechenden Bewusstseinsinhalt (reference) hervor, der sich auf das Objekt (referent) bezieht.
Ein Referent ist in dieser Sicht ein „Ding aus der Welt.“ Der Ausdruck Ding ist dabei weit zu fassen und bedeutet „Objekt, Ort, Eigenschaft oder Ereignis.“ Welt bedeutet hier nicht nur die wirkliche Welt, sondern auch eine nur mögliche Welt. Beispiel: Der Ausdruck Harry Potter bezieht sich nicht auf eine reale, sondern auf eine fiktive Person.
Diese Perspektive wird mitunter für verfehlt erachtet, so durch den Konzeptualismus. Dann wird als Referent ein Konzept in einem Konzeptsystem im menschlichen Bewusstsein angesehen.

## Referent als innersprachliches Bezugsobjekt
Bezieht sich ein sprachlicher Ausdruck auf einen anderen Ausdruck (Wort, Satzglied), so sind diese Referenten des sprachlichen Ausdrucks. So können Pronomen im Satz oder Text sich auf andere Wörter beziehen.
Innersprachliche Referenten können mit dem verweisenden Wort je nachdem, was im Text zuerst kommt, zwei Arten von Beziehungen eingehen:
- anaphorische Beziehung: Referent kommt vor verweisendem Wort.

„Der Mann kam herein. Er trug einen alten Hut.“ (Mann vor er)
- kataphorische Beziehung: Das verweisende Wort steht vor dem Referenten.

„Als sie sich über ihre Situation klar wurde, fuhr Sibylle nach Hause.“ (sie vor Sibylle)
Referenten identifiziert man in der formalen Darstellung von Texten in Linguistik und Computerlinguistik gern durch Indices, gerade wenn sich einem Satz viele Pronomen auf verschiedene Referenten beziehen:
Peter1 schuldete Mario2 noch einen Haufen Geld3. Nachdem er2 ihm1 mit ernsten Konsequenzen gedroht hatte, gab er1 es3 ihm2 am 25. schließlich zurück.